# Prestea
Prestea è un centro abitato del Ghana, situato nella Regione Occidentale.